# Acasă de Crăciun (film din 2010)
Acasă de Crăciun (titlu original: Hjem til jul) este un film de Crăciun film norvegian din 2010 scris și regizat de Bent Hamer. Rolurile principale au fost interpretate de actorii  Trond Fausa Aurvåg, Fridtjov Såheim și Reidar Sørensen.

## Prezentare
După un prolog ce are loc într-un oraș sfâșiat de război din fosta Iugoslavie, filmul prezintă o serie de celebrări diferite ale Crăciunului în micul oraș norvegian  Skogli. Paul este un muncitor în vârstă de treizeci și trei de ani, care se năpustește în biroul medicului său pentru a cere o prescripție medicală și apoi începe să dezvăluie toate problemele sale. Medicul are propriile sale dificultăți maritale și financiare (el și-a părăsit soția supărată pentru a răspunde apelurilor de urgență în Ajunul Crăciunului). Multe alte povești sunt prezentate: un om care se îmbracă ca Moș Crăciun pentru a-și vedea copiii și pe fosta sa soție fără a fi recunoscut; un fost fotbalist alcoolic care vrea să meargă acasă de sărbători; o femeie care crede că iubitul ei care este căsătorit va pleca în cele din urmă la soția sa după Crăciun; un băiat care pretinde că familia sa protestantă nu sărbătorește Crăciunul pentru a fi alături de iubitul său care este musulman; o pereche de albanezi-sârbi cu un trecut întunecat care sunt închiși într-o cabană izolată, un om în vârstă care pregătește un ritual ezoteric etc.

## Distribuție
- Nina Andresen Borud: Karin
- Arianit Berisha: Goran
- Joachim Calmeyer: Simon
- Trond Fausa: Paul (menționat ca Trond Fausa Aurvaag)
- Levi Henriksen: Omul de la Securitate
- Cecile Mosli: Elise
- Igor Necemer: Serb
- Tomas Norström: Kristen
- Kai Remlow: Paramedic (menționat ca Kai Remlov)
- Morten Ilseng Risnes: Thomas
- Sarah Bintu Sakor: Bintu
- Isaka Sawadogo: Tatăl lui Bintu (menționat ca Issaka Sawadogo)
- Kristine Rui Slettebakken: Tone
- Nadja Soukup: Mama lui Goran
- Kyrre Haugen Sydness: Hroar
- Fridtjov Såheim: Knut, medic
- Reidar Sørensen: Jordan
- Nina Zanjani: Femeia albaneză
- Ingunn Beate Øyen: Johanne Jakobsen

## Producție
Filmările au fost realizate în Ostersund, Stjørdal și Duisburg.

## Premii și distincții
Filmul a câștigat premiul pentru cel mai bun scenariu la Festivalul de Film de la San Sebastián din Spania.

## Titluri alternative
- Home for Christmas (Germania/Titlu internațional)
- Északi karácsony (Ungaria)
- A casa por Navidad (Spania)
- Em Casa Para o Natal (Brazilia)
- Hem till jul (Suedia)
- Jouluksi kotiin (Finlanda)
- Kuci za Bozic (Croația)
- Spiti gia ta Hristougenna (Grecia)
- Uma Casa Para o Natal (Portugalia)
- W drodze do domu (Polonia)
- Yeni Yil (Turcia)
- Tornando a casa per Natale (Italia)